# Долна Търница
Долна Търница (на сръбски: Доња Трница или Donja Trnica) е село в община Търговище, Пчински окръг, Сърбия.

## История
На върха на живописния скален масив Вражи камък до селото над река Пчиня е средновековната църква „Света Богородица“, обявена за паметник на културата. Църквата в селото „Свети Архангел Гавриил“ е от XVIII век.
В края на XIX век Долна Търница е село в Прешевска кааза на Османската империя. Според статистиката на Васил Кънчов („Македония. Етнография и статистика“) от 1900 година Долна Търница е населявано от 325 жители българи християни. Според патриаршеския митрополит Фирмилиан в 1902 година в Долна Търница има 72 сръбски патриаршистки къщи. По данни на секретаря на Българската екзархия Димитър Мишев („La Macédoine et sa Population Chrétienne“) в 1905 година в Горна и Долна Търница (Gorno-Dolno-Tirnitza) има 1040 българи патриаршисти гъркомани.
В 2002 година в селото живеят 213 сърби.

## Население
- 1948- 453
- 1953- 479
- 1961- 431
- 1971- 311
- 1981- 284
- 1991- 248
- 2002- 213